# Samed Kiliç
Samed Kiliç, né le 28 janvier 1996 à Pontault-Combault, est un footballeur français qui joue au poste de milieu de terrain à l'US Thionville Lusitanos.

## Biographie

### En club
Il grandit dans le quartier du Pavé-Neuf à Noisy-le-Grand. Son talent est repéré par un entraîneur de Bussy-Saint-Georges, club affilié à l'AJ Auxerre. En 2009, il intègre l'INF Clairefontaine, pour deux ans de préformation
En juin 2011, avec la sélection de la Ligue de Paris-Île-de-France, il termine troisième de la Coupe nationale des Ligues U15, aux côtés de Kingsley Coman, Moussa Dembélé et Jonathan Bamba.
Considéré comme un jeune prodige très tôt, il intègre le Centre de formation de l'AJ Auxerre à 15 ans.
Durant son parcours junior au centre de formation de l'AJ Auxerre, son jeu et son sens de l'observation le mènera en sélection de l'équipe de France U17, U18, U19.
Il fait partie de l'équipe victorieuse en coupe Gambardella lors de la saison 2013-2014. Il inscrit le premier des deux buts auxerrois en finale au Stade de France.
Il joue son premier match professionnel la saison suivante, le 15 août 2014, lors d'une rencontre de Ligue 2 opposant l'AJ Auxerre à l'US Orléans. Il marque son premier but en équipe professionnelle le 17 octobre 2014 pendant une rencontre de Ligue 2 face à Nancy, conclue sur le score de 2 buts partout, au cours de laquelle il ouvre le score pour l'AJA.
Samed Kilic quitte l’AJ Auxerre au terme de la saison 2016-2017. Son contrat n'étant pas renouvelé.
Le 6 août 2018, il est prêté au SO Cholet, club de National.

### En équipe nationale
Samed Kilic joue dans toutes les catégories des sélections nationales françaises.
Avec l'équipe de France des moins de 19 ans, il participe au championnat d'Europe des moins de 19 ans 2015 organisé en Grèce. La France atteint les demi-finales de la compétition, en étant éliminée par l'Espagne. Samed Kilic dispute quatre matchs lors de cette compétition.

## Statistiques
| Saison                | Club                  | Championnat           | Championnat | Championnat | Championnat | Coupe nationale | Coupe nationale | Coupe nationale | Coupe de la Ligue | Coupe de la Ligue | Coupe de la Ligue | Total | Total | Total |
| Saison                | Club                  | Division              | M.          | B.          | P.d.        | M.              | B.              | P.d.            | M.                | B.                | P.d.              | M.    | B.    | P.d.  |
| 2014-2015             | AJ Auxerre            | Ligue 2               | 25          | 1           | 0           | 4               | 0               | -               | 2                 | 0                 | -                 | 31    | 1     | 0     |
| 2015-2016             | AJ Auxerre            | Ligue 2               | 21          | 0           | 1           | 0               | 0               | -               | 3                 | 1                 | -                 | 24    | 1     | 1     |
| 2016-2017             | AJ Auxerre            | Ligue 2               | 13          | 1           | 0           | 1               | 0               | -               | 2                 | 0                 | -                 | 16    | 1     | 0     |
| Total sur la carrière | Total sur la carrière | Total sur la carrière | 59          | 2           | 1           | 5               | 0               | -               | 7                 | 1                 | -                 | 71    | 3     | 1     |

## Palmarès

### En club
AJ Auxerre :
- Vainqueur de la Coupe Gambardella en 2014.
- Champion de CFA 2 en 2015 avec l'équipe réserve.
- Finaliste de la Coupe de France en 2015.

### En sélection
Équipe de France des moins de 20 ans :
- Finaliste du Tournoi de Toulon en 2016.